# Медаль «100-летие Бакинского Государственного Университета»
Медаль «100-летие Бакинского Государственного Университета (1919-2019)» (азерб. Bakı Dövlət Universitetinin 100 illiyi (1919-2019)) — государственная награда Азербайджанской Республики. Учреждена законом №1687-VQD от 1 октября 2019 года. Медаль посвящена 100-летию Бакинского Государственного Университета.

## Описание награды
Медаль «100-летие Бакинского Государственного Университета (1919-2019)» представляет собой круглую форму бляшка с диаметром 36 мм. Бляшка изготовлена из бронзы, которая покрыта золотой поверхностью. Передняя часть медали очерчена двумя кругами. «Бакинский государственный университет» вписан вдоль верхней дуги между внешним и внутренним кругами, а «1919-2019» написан на нижней арке. На левой и правой сторонах надписи восьмиугольная звезда. Венки с ушами надписаны на левом и правом участках «1919-2019» вдоль нижней арки. В центре внутреннего круга медали находится состав, состоящий из книги (символизирующей образование) и описания атома (символизирующей науку). «БДУ» (аббревиатура Бакинского Государственного Университета (БГУ) на азербайджанском языке) выгравировано над книжно-атомным составом, а «100» - ниже композиции.
Восьмиугольная звезда, контур круга, изображения атома и книги, слова и цифры, логотип «БГУ» и венок золотого цвета. Между двумя кругами арка темно-синего цвета, фон внутреннего круга - золотой.
В верхней части обратной стороны медали вставлены слова «БДУ-100», также в центре выгравирован эскиз главного здания БГУ.

## Награждение
Награждение определяется в соответствии со статьей 23, пунктом 23 (Полномочия Президента) Конституции Азербайджана. Министр образования Азербайджана уполномочен наградить юбилейную медаль на основании президентского указа от 22 октября 2019 года.
Министр образования Азербайджана Джейхун Байрамов наградил 113 преподавателей Бакинского государственного университета 25 ноября 2019 года.